# Изпитанията на живота
„Изпитанията на живота“ (на хинди: कसौटी ज़िन्दगी के, Kasautii Zindagii Kay) е индийски телевизионен сериал, продуциран от Етка Капур и Шобха Капур. Сериалът се излъчва от 25 септември 2018 г. до 3 октомври 2020 г. по Star Plus и в него участват Парт Самтаан, Ерика Фернандес, Хина Хан, Каран Сингх Гроувър, Амна Шариф и Каран Пател. В България сериалът започва на 1 март 2021 г. по Нова телевизия.

## Сюжет
Внимание:  Текстът по-долу разкрива сюжета на произведението (или части от него)!
Това е историята на Анураг Басу и Прерна Шарма. Прерна е мила, и добра тя и семейството и са бедни тя е готова на всичко за семейството си. Анураг също е мил и добър той е от богато семейство. Анураг и Прерна учат в един и същи колеж но според бащите им те са различни защото Прерна вярва в любовта а Анураг не вярва. Майката на Анураг Мохини иска да ожени Прерна за брат си Навин когато семейството на Прерна отказва този брак Мохини изпраща на Прерна документи в който пише че трябва да напуснат къщата. Прерна се съгласява да се ожени за Навин за да спаси семейството си. Навин си има любовница и смята да продаде Прерна. Анураг го разкрива и той разбира че е влюбен в Прерна Прерна също разбира че е влюбена в Анураг. Навин отвлича Прерна и тя е спасена от Анураг двамата придават че се обичат и се женят но в живота им се появява Комолика която е жестока и привлича мъжкото внимание. Комолика се влюбва в Анураг и го принуждава да се ожени за нея. Прерна се опитва да спре сватбата на Анураг и Комолика но я блъска кола и тя е откарана в болница където разбира че е бременна.  Комолика причинява много проблеми на Анураг и Прерна тя е разкрита и изпратена в затвора. Комолика бяга от затвора и се опитва да убие Прерна но тя пада в реката и никой не може да открие тялото и. Появява се Баджадж той принуждава Прерна да се ожени за него и тя го прави за да спаси Анураг от затвора. Баджадж се  разкайва и напуска живота на Анураг и Прерна. Комолика се появява отново но този път с направена пластична операция тя блъска Анураг с колата си и той губи паметта си а Комолика се появява с него представяйки  се за Соналика. Анураг си спомня кой е. Прерна ражда и разкрива Комолика пред всички. Анураг предлага брак на Прерна и тя приема Комолика е решена че няма да им позволи да се оженят. В деня на сватбата на Анураг и Прерна Прерна вижда Анураг и Комолика заедно. Анураг бута Прерна от мост тя е спасена от Баджадж който се предполага за мъртъв. Баджадж получава обаждане и казва на Прерна че дъщеря и Сниха е била дадена в сиропиталище. Прерна отива за да спаси дъщеря си но избухва пожар и казват че никой не е оцелял.
8 години по-късно Анураг и Комолика са женени и Комолика е господарка на имението Басу. Прерна живее в дома на Баджадж и е станала бизнес дама тя мисли дъщеря си за мъртва и се заклева че ще отмъсти на Анураг. Прерна се запознава със Самида без да подозира че тя е дъщеря и Сниха. Комолика е дала Сниха в сиропиталище на една жена и след това е избухнал пожар жената е спасила Сниха и изнудва Комолика за пари. Прерна и Анураг разбират че Самида е тяхната дъщеря Сниха. Комолика решава да убие Прерна. Оказва се че Анураг е бутнал Прерна от моста за да я спаси от затвора и че Баджадж е участвал в плана. Комолика умира. Сериала завършва с щастлив край.

## В България
В България сериалът започва на 1 март 2021 г. по Нова телевизия и завършва на 15 октомври след излъчени 157 епизода. На 10 януари 2022 г. започва повторно излъчване по Диема Фемили. Ролите се озвучават от Даниела Йорданова, Силвия Русинова, Йорданка Илова, Васил Бинев, Стефан Сърчаджиев-Съра и Здравко Методиев.